# Горна Хубавка
Горна Хубавка е село в Североизточна България. То се намира в община Омуртаг, област Търговище.

## История
През 2001 г. към Горна Хубавка е присъединено обезлюденото село Бостан.